# بلید ۲
بلید ۲ (به انگلیسی: Blade II) فیلمی خون‌آشامی - ابرقهرمانی محصول سال ۲۰۰۲ آمریکا به کارگردانی گیرمو دل تورو و نویسندگی دیوید اس. گویر است که بر اساس شخصیتی به همین نام از شرکت مارول کامیکس ساخته شده است. این دومین قسمت در سه‌گانه فیلم‌های بلید به حساب می‌آید و دنباله‌ای بر فیلم بلید محصول سال ۱۹۹۸ است. در این فیلم بازیگرانی همچون وسلی اسنایپس، کریس کریستوفرسون، ران پرلمن، لئونور وارلا، نورمن ریدس، لوک گاس، دنی جان-جولز، دانی ین، کارل رودن، تونی کارن، سانتیاگو سگورا ایفای نقش کرده‌اند.
بلید ۲ در ۲۲ مارس ۲۰۰۲ در ایالات متحده اکران شد و با فروش ۱۵۵ میلیون دلار، در حالی که ۵۴ میلیون دلار بودجه ساخت آن بود در گیشه موفق عمل کرد. فیلم با واکنش‌های ضد و نقیضی از سوی منتقدان همراه بود که عملکرد تیم بازیگری، اتمسفر، کارگردانی و صحنه‌های اکشن مورد تحسین قرار گرفت، اگرچه منتقدان نسبت به فیلم‌نامه فیلم و عدم شخصیت‌پردازی آن انتقاداتی داشتند.
دنباله‌ای برای این فیلم تحت عنوان تیغه: سه‌گانگی، به کارگردانی دیوید اس. گویر در دسامبر سال ۲۰۰۴ اکران شد.